# Bureau Junction
Bureau Junction és una població dels Estats Units a l'estat d'Illinois. Segons el cens del 2000 tenia 368 habitants.

## Demografia
Segons el cens del 2000, Bureau Junction tenia 368 habitants, 135 habitatges, i 93 famílies. La densitat de població era de 98,7 habitants/km².
Dels 135 habitatges en un 33,3% hi vivien nens de menys de 18 anys, en un 51,1% hi vivien parelles casades, en un 9,6% dones solteres, i en un 31,1% no eren unitats familiars. En el 24,4% dels habitatges hi vivien persones soles el 8,1% de les quals corresponia a persones de 65 anys o més que vivien soles. El nombre mitjà de persones vivint en cada habitatge era de 2,73 i el nombre mitjà de persones que vivien en cada família era de 3,28.
Per edats la població es repartia de la següent manera: un 28,3% tenia menys de 18 anys, un 12% entre 18 i 24, un 31,8% entre 25 i 44, un 17,7% de 45 a 60 i un 10,3% 65 anys o més.
L'edat mediana era de 34 anys. Per cada 100 dones de 18 o més anys hi havia 101,5 homes.
La renda mediana per habitatge era de 41.429 $ i la renda mediana per família de 46.429 $. Els homes tenien una renda mediana de 30.000 $ mentre que les dones 21.458 $. La renda per capita de la població era de 15.490 $. Aproximadament el 2,1% de les famílies i el 5,3% de la població estaven per davall del llindar de pobresa.

## Poblacions properes
El següent diagrama mostra les poblacions més properes.